# Попадюк, Роман
Рома́н Попадю́к (англ. Roman Popadiuk; род. 30 мая 1950, Австрия) — американский преподаватель, государственный деятель и дипломат, первый посол США на Украине.

## Биография
Родился 30 мая 1950 года в Австрии в семье эмигрантов из Западной Украины.
Окончил Хантерский колледж (бакалавр, 1973) и Городской университет Нью-Йорка (доктор философии, 1980); после работал ассистентом лектора по политологии в Бруклинском колледже в Нью-Йорке.
С 1981 года — на дипломатической службе: с 1982 по 1984 служил в посольстве США в Мексике, где занимался консульскими и политическими делами, а также был специальным помощником посла США.
С 1984 по 1986 годы работал в Государственном департаменте и в Совете национальной безопасности.
В 1986—1988 годы работал в администрации Президента США в качестве помощника пресс-секретаря, как специальный помощник Президента и как заместитель пресс-секретаря по иностранным делам.
В 1987 году награждён почётной наградой Государственного департамента США.
В 1991 году Украинский институт Америки признал его «украинцем года».
Номинирован президентом Джорджем Бушем-старшим первым послом США на Украине и 25 мая 1992 года утверждён на этом посту американским Сенатом. 9 июля 1992 вручил верительные грамоты президенту Леониду Кравчуку.
В 1992 году Украинский конгрессный комитет Америки наградил его Шевченковской премией Свободы за «поддержку Украины в борьбе за национальную независимость и демократию». В том же году награждён высшей наградой Государственного департамента США.
30 июля 1993 года покинул пост посла США на Украине.
С 1 января 1999 года по 2012 год — исполнительный директор Президентской библиотеки и музея Джорджа Буша в техасском Колледж-Стейшен.
Ныне руководит Bingham Consulting LLC, дочерней компанией ТОО Bingham McCutchen со штаб-квартирой в Вашингтоне, округ Колумбия.
Женат на Джудит-Эн Федкив; у них четверо детей: Грегори, Мэтью, Катрин и Мэри.

## Публикации
- The Leadership of George Bush : An Insider’s View of the Forty-First President, 2009
- American-Ukrainian Nuclear Relations, 1996
- Ukraine, the security fulcrum of Europe?, 1996